# Нейтральный элемент
Нейтра́льный элеме́нт бинарной операции — элемент, который оставляет любой другой элемент неизменным при применении этой бинарной операции к этим двум элементам.

## Определение
Пусть {\displaystyle (M,\cdot )} — множество {\displaystyle M} с определённой на нём бинарной операцией «{\displaystyle \cdot }». Элемент {\displaystyle e\in M} называется нейтральным относительно {\displaystyle \cdot } (умножения), если
{\displaystyle x\cdot e=e\cdot x=x,\quad \forall x\in M}.
В случаях некоммутативных операций, вводят левый нейтральный элемент {\displaystyle e_{\mathrm {l} }}, для которого
{\displaystyle e_{\mathrm {l} }\cdot x=x,\quad \forall x\in M},
и правый нейтральный элемент {\displaystyle e_{\mathrm {r} }}, для которого
{\displaystyle x\cdot e_{\mathrm {r} }=x,\quad \forall x\in M}.
В общем случае может существовать произвольное количество элементов, нейтральных слева или справа. Если одновременно существуют и нейтральный слева элемент {\displaystyle e_{\mathrm {l} }}, и нейтральный справа элемент {\displaystyle e_{\mathrm {r} }}, то они обязаны совпадать (так как {\displaystyle e_{\mathrm {r} }=e_{\mathrm {l} }\cdot e_{\mathrm {r} }=e_{\mathrm {l} }}).

## Примеры
| Множество                                 | Бинарная операция                                                     | Нейтральный элемент                             |
| ----------------------------------------- | --------------------------------------------------------------------- | ----------------------------------------------- |
| Вещественные числа                        | {\displaystyle +} (сложение)                                          | число 0                                         |
| Вещественные числа                        | {\displaystyle \cdot } (умножение)                                    | число 1                                         |
| Вещественные числа                        | {\displaystyle -} (вычитание)                                         | число 0 (нейтральный справа)                    |
| Вещественные числа                        | {\displaystyle a^{b}} (возведение в степень)                          | число 1 (нейтральный справа)                    |
| Расширенная числовая прямая               | {\displaystyle \div } (деление)                                       | число 1 (нейтральный справа)                    |
| Векторное пространство                    | {\displaystyle +} (сложение векторов)                                 | {\displaystyle {\vec {0}}} (нуль-вектор)        |
| Матрицы размера {\displaystyle m\times n} | {\displaystyle +} (матричное сложение)                                | нулевая матрица                                 |
| Матрицы размера {\displaystyle n\times n} | {\displaystyle \times } (матричное произведение)                      | единичная матрица                               |
| Функции вида {\displaystyle f:M\to M}     | {\displaystyle \circ } (композиция функций)                           | тождественное отображение                       |
| Символьные строки                         | конкатенация                                                          | пустая строка                                   |
| Расширенная числовая прямая               | {\displaystyle \min } (минимум) или {\displaystyle \inf } (инфимум)   | {\displaystyle +\infty }                        |
| Расширенная числовая прямая               | {\displaystyle \max } (максимум) или {\displaystyle \sup } (супремум) | {\displaystyle -\infty }                        |
| Подмножества множества {\displaystyle M}  | {\displaystyle \cap } (пересечение множеств)                          | {\displaystyle M}                               |
| Множества                                 | {\displaystyle \cup } (объединение множеств)                          | {\displaystyle \varnothing } (пустое множество) |
| Исчисление высказываний                   | {\displaystyle \wedge } (конъюнкция)                                  | {\displaystyle \top } (истина)                  |
| Исчисление высказываний                   | {\displaystyle \lor } (дизъюнкция)                                    | {\displaystyle \bot } (ложь)                    |

## Терминология

### В алгебре
В приведённой в определении мультипликативной нотации нейтральный элемент принято называть единичным элементом или просто единицей по аналогии с одноимённым числом. См. статью «единица (алгебра)» о двусторонних нейтральных элементах умножения в кольцах, полях, и алгебрах над ними.
Если речь идёт о нейтральном элементе операции, обозначаемой (и называемой) сложением, то нейтральный элемент называют нулём, опять-таки по аналогии с одноимённым числом. Сложением называют не только операцию в теории колец и линейной алгебре, но, обычно, и групповую операцию в абелевых группах в аддитивной нотации.

### В теории решёток
В теории решёток нейтральный элемент операции «∨» обозначается «0», а нейтральный элемент операции «∧» обозначается «1».